# Andreas Neuer

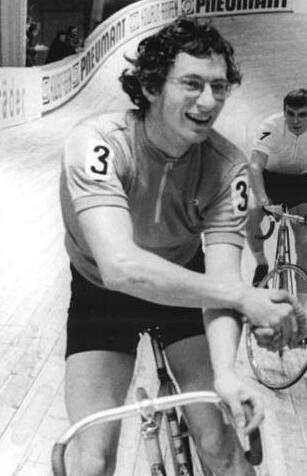
Andreas Neuer, 1977

Andreas Neuer (* 24. März 1953 in Zwickau) ist ein ehemaliger deutscher Radsportler und DDR-Meister im Radsport.

## Sportliche Laufbahn
Mit dem Radsport begann Neuer 1968 (nachdem er zuvor im Fußball und Turnen aktiv war) bei der BSG Lok Zwickau, 1970 wurde er zum SC Karl-Marx-Stadt delegiert. Ursprünglich sollte er gar nicht zum Sportclub wechseln, dieser wollte das Zwickauer Talent Matthias Wiegand nach Karl-Marx-Stadt holen. Die Zwickauer Trainer wollten Wiegand aber nur abgeben, wenn auch Neuer eine Chance im Sportclub bekäme, letztlich wechselten dann beide Fahrer. Neuer wurde 1973 DDR-Meister in der Mannschaftsverfolgung. 1972 wurde er mit seinem Verein Zweiter der Meisterschaft. Dies war zugleich sein erster Start in der Männerklasse. 1975 wurde er Vize-Meister im Zweier-Mannschaftsfahren mit seinem Vereinskameraden Matthias Wiegand. 1977 war Neuer mit Volker Winkler auch beim Rennen 6 Tage um den Preis der Jungen Welt auf der Bahn der Werner-Seelenbinder-Halle in Berlin erfolgreich. Neuer war 1976 für die Olympischen Sommerspiele in Montreal im Bahnvierer nominiert, kam als Ersatzfahrer aber nicht zum Einsatz.
Neuer war auch ein sehr guter Straßenfahrer. Er siegte bei der DDR-Meisterschaft 1980 im Mannschaftszeitfahren auf der Straße mit Joachim Vogel, Peter Scheibner und Holger Müller. Zudem gewann er die Thüringen-Rundfahrt 1977 sowie 1979 Berlin-Angermünde-Berlin. In der DDR-Rundfahrt 1975 wurde er Fünfter, 1977 12., 1980 20. im Gesamtklassement. 1978 wurde er Dritter der Kriteriums-Meisterschaft der DDR. 1979 konnte er vier Qualifikationsrennen für die Friedensfahrt gewinnen und Zweiter in der Oder-Rundfahrt werden, was ihm einen Startplatz im Team einbrachte. Bei der Internationalen Friedensfahrt startete er 1978 (15. Platz) und 1979 (51. Platz). 1978 kam er kurzfristig ins Team, nachdem Bernd Drogan verletzungsbedingt nicht starten konnte. 1980 gewann er das renommierte ungarische Radrennen Grand Prix Cycliste de Gemenc. 1981 beendete er seine Laufbahn.
2007 übernahm Neuer die Präsidentschaft des Fördervereins der Main-Franken-Tour (ehemals Ernst-Sachs-Gedächtnisrennen).

## Berufliches
1979 begann Neuer eine Tätigkeit als wissenschaftlicher Mitarbeiter an der Technischen Hochschule Karl-Marx-Stadt. Neuer ist promovierter Ingenieur und lebt und arbeitet in Schweinfurt.